# Prunus domestica
Il pruno europeo, chiamato anche prugno o susino (Prunus domestica L., 1753), è una pianta della famiglia delle Rosacee che produce i frutti noti col nome di prugna o susina.
Il frutto contiene le vitamine A-B1-B2 e C e alcuni sali minerali: il potassio, il fosforo, il calcio e il magnesio. La polpa della susina è utile al fegato per compiere il processo della secrezione biliare.

## Storia
Originario dell’Asia, nello specifico della zona del Caucaso, in seguito cominciò ad essere coltivato anche in Siria, principalmente a Damasco. I Romani, verso il 150 a.C., lo introdussero nell'area del Mediterraneo, ma furono i Cavalieri della Prima Crociata a portarlo in tutta l’Europa intorno al 1200 d.C., dapprima in Francia, poi in Germania e nelle altre regioni. Si spinge (forse inselvatichita) nell'Europa centrale, giungendo con la var. Juliana fino alla Danimarca e alla Scandinavia meridionale. Il sostantivo prugna è da preferire per nominare i frutti allungati del pruno domestico, un albero coltivato in Europa da tempi più remoti come si può evincere anche dal confronto con altre lingue neolatine (francese o romeno ad esempio). Susina è il nome corretto dei frutti tondi di Prunus salicina di origine probabilmente cinese e arrivato nelle campagne europee più recentemente.

## Descrizione

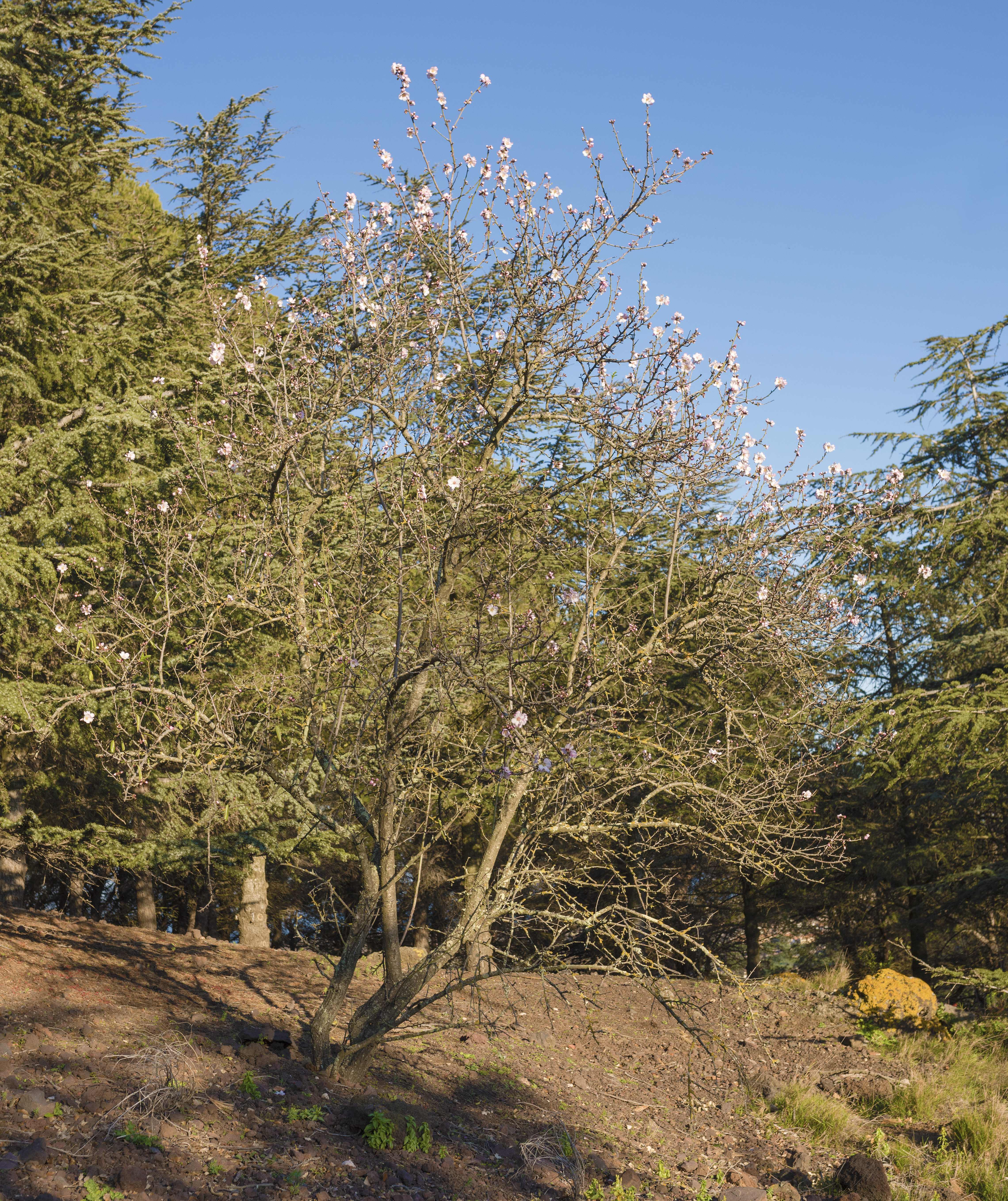
Una Prunus domestica coi primi fiori, qui alla fine di febbraio

L'albero del pruno ha la tipica forma ad ombrello o ad alberello, di medie dimensioni: da 3-4 fino a 6-8 metri d’altezza secondo la varietà.
Talvolta nodoso, presenta fiori solitamente bianchi che sorgono già all'inizio della primavera.
I frutti di forma ovale o sferica maturano da giugno a fine settembre a seconda delle varietà e la raccolta viene effettuata in più riprese. I frutti possono giungere sino a 8 cm di grandezza e sono solitamente di sapore dolce, anche se alcune varietà si presentano aspre e necessitano di essere cotte con zucchero per essere commestibili. Tutte le varietà di frutti di Prunus contengono al loro interno un seme di notevoli dimensioni, che non è commestibile.

## Produzione
Questo frutto si raccoglie da giugno a ottobre, con la possibilità di ottenere fino a cinque raccolte.
Per stabilire il grado di maturazione si valuta il grado rifrattometrico, la resistenza della polpa (misurata col penetrometro), il rapporto solidi solubili/acidità totale e infine la variazione del colore di fondo della buccia.
La prima raccolta è generalmente la migliore, fino ad arrivare poi alle ultime che presentano frutti di seconda qualità.
Data la natura organolettica della polpa, conservare in frigo questo frutto si rivela quasi inutile, in quanto la polpa tende ad imbrunire.
La coltivazione del susino avviene generalmente secondo le seguenti tecniche:
- vaso basso (sesti 5,5 × 3 m)
- palmetta irregolare (4,5 × 3 m)
- palmetta libera (4,5 × 3 m)

L'irrigazione si dimostra fondamentale durante il periodo di fioritura.
La potatura è diversa in base alla specie. Per il susino europeo è importante lasciare una buona quantità di gemme.
| I maggiori produttori di prugna nel 2018 | I maggiori produttori di prugna nel 2018 |
| Paese                                    | Produzione (tonnellate)                  |
| ---------------------------------------- | ---------------------------------------- |
| Cina                                     | 6 788 107                                |
| Romania                                  | 842 132                                  |
| Serbia                                   | 842 132                                  |
| Stati Uniti                              | 368 206                                  |
| Iran                                     | 313 103                                  |
| Turchia                                  | 296 878                                  |
| India                                    | 251 389                                  |
| Cile                                     | 229 951                                  |
| Marocco                                  | 205 222                                  |
| Ucraina                                  | 198 070                                  |
| Italia                                   | 197 733                                  |
| Mondo                                    | 12 608 678                               |

## Varietà
Alcune cultivar sono originarie dell'Asia, altre dell'Europa o dell'America.
È una pianta coltivata in tutto il mondo e in particolare in Europa.
Derivano da diverse specie raggruppate in 3 principali categorie:
- Gruppo asiatico-europeo (P. domestica, P. insititia, P. cerasifera)
- Gruppo cino-giapponese (P. salicina)
- Gruppo americano (P. americana)

In Italia lo si ritrova principalmente in Emilia-Romagna e Campania; interessante e di qualità è la produzione in Trentino (Dro - Basso Sarca).

### Pruni europei
- Agostana, varietà di origine italiana caratterizzata da frutti piccoli di colore rosso con polpa gialla e gusto gradevole. È utilizzata anche per realizzare liquori e confetture
- Anna Spath, originaria dell'Ungheria ma commerciata in Germania per la prima volta dal vivaista Spath da cui il nome, è caratterizzata da frutti medio-grandi con una buccia che varia dal rosso porpora al blu violetto ed una polpa giallo-verdastra, soda e zuccherina, non particolarmente succosa.
- Bella di Lovanio, prugna caratterizzata da frutti di grandi dimensioni che hanno forma ellissoidale e perlopiù simmetrica; la buccia è del tipico colore viola e la polpa si presenta giallo-ambrata, non particolarmente dolce.
- Bianca di Milano, coltivata perlopiù nel milanese, produce frutti di forma rotonda con buccia verde chiaro e polpa gialla e zuccherina (non è da confondere con la Regina Claudia)
- California Blu, originaria della California, è contraddistinta dai caratteristici frutti color blu-violaceo e dalla forma perlopiù tonda.
- Empress, dà frutti di dimensioni maggiori, ma è di media qualità e debole verso i parassiti[senza fonte][4]
- Florentia, originaria di Firenze, produce frutti sferici e cuoriformi, di colore giallo venato di rosso; è caratterizzata da una buccia acidula al gusto e da una polpa molto dolce e succosa
- Regina Claudia è un gruppo di varietà distinta in verde, dorata, ecc. a seconda delle colorazioni e produce frutti di forma sferica.
- Rusticana, contraddistinta da frutti piccoli, di colore rosso o giallo variabile.
- San Pietro, è caratterizzata da frutti di forma ovoidale e da una buccia inizialmente verde che tende a colorarsi di giallo a maturazione completa. È tra le prime varietà di pruno a maturare.
- Stanley, varietà più coltivata, è la pianta più produttiva e di qualità superiore[senza fonte][4]. Produce frutti anche di grandi dimensioni e sono eccezionali anche per l'essiccazione, data la maturazione tarda.
- Sugar, simile alla Stanley, anch'essa presenta frutti ideali per l'essiccazione.
- Verdacchia, varietà italiana di origini molto antiche, ha frutti dalla forma allungata con buccia e polpa di colore giallo-verdastro; i frutti sono succosi e dolci a maturazione avvenuta.
- Ruth Gastetter è una varietà di pruno che si riconosce per i frutti dalla buccia color viola scuro e per la polpa gialla e succosa.

### Susini sino-giapponesi
- Angeleno a buccia viola scuro, polpa gialla e forma sferica.
- Black Diamond
- Burbank, con frutti grandi caratterizzati da una buccia rossa scura ed una polpa gialla, molto produttiva.
- Goccia d'oro, detta anche Shiro, come suggerisce il nome è contraddistinta da frutti di colore giallo dorato.
- Ozark Premiere, caratterizzata da frutti rossi, di notevoli dimensioni e di forma tondeggiante, caratterizzati da polpa gialla chiara e con maturazione completa alla fine di luglio
- Sangue di drago, si distingue nei frutti per la buccia rosso-viola ed all'interno per la polpa gialla e molto dolce
- Sorriso di primavera frutto medio, giallo dorato. Pianta vigorosa e di elevata produttività
- Santa Rosa, è caratterizzata da frutti piuttosto grandi e di forma sferica, la cui buccia è color rosso scuro, mentre la polpa è per contrasto gialla o sfumata di rosa.

## Galleria d'immagini
|                       |       |        |
| Innesto su mirabolano | Fiore | Susine |

## Avversità

### Insetti
Tra i fitofagi del susino vi sono l'eriofide del susino (Aculus fockeui), l'afide verde del susino (Brachycaudus helychrysi), l'afide farinoso del susino (Hyalopterus pruni), la cocciniglia del susino (Sphaerolecanium prunastri), la mosca mediterranea della frutta (Ceratitis capitata), la carpocapsa delle susine (Grapholita funebrana), l'oplocampa delle susine (Hoplocampa minuta) e il buprestide dei fruttiferi (Capnodis tenebrionis). E non mancano lepidotteri, tra cui tignola. Nella riserva naturale di La Loggia c'è una grave avversità: le gazze ladre.

### Funghi
- corineo,
- moniliosi,
- mal del piombo parassitario,
- bozzacchioni del susino
- marciumi radicali da Armillaria mellea e Rosellinia necatrix.

### Batteri
- il cancro batterico delle drupacee
- Pseudomonas mors-prunorum
- maculatura batterica
- Xanthomonas campestris pv pruni

### Fitoplasmosi
(sui cino-giapponesi), Moniliniosi, con Monilinia laxa e Monilinia fructigena, e non mancano lepidotteri, tra cui tignola, ed afidi.